# Sled Dowabobo
Sled-Tavaoe Dowabobo (ur. 31 marca 1983 na Nauru) – nauruański judoka startujący w kategorii do 73 kg, uczestnik Letnich Igrzysk Olimpijskich 2012.
W 2010 roku wystąpił w Pucharze Świata w samoańskiej Apii. Już w pierwszym pojedynku przegrał ze Szwajcarem Davidem Papauxem. W tych samych zawodach wystąpił rok później, także odpadając w pierwszej rundzie (porażka z Argentyńczykiem Alejandro Clarą).
Wystartował na Mistrzostwach Świata w Judo 2011, gdzie w spotkaniu grupy B przegrał z Mozambijczykiem Edsonem Madeirą. W tym samym roku wziął udział w Igrzyskach Pacyfiku 2011, jednak nie zdobył tam medalu (jedynym Nauruańczykiem, który zdobył medal w judo był Joseph Iga). W 2012 roku zaprezentował się na mistrzostwach Oceanii w judo, które były oficjalnymi kwalifikacjami do igrzysk olimpijskich w Londynie. W pierwszym pojedynku pokonał Papuasa Donalda Vuia. W następnym pojedynku poniósł porażkę z reprezentantem Nowej Zelandii – Seanem Choiem. W repasażu przegrał z Alenim Smithem z Samoa. W końcowej klasyfikacji zajął siódme miejsce i uzyskał awans na igrzyska olimpijskie. W nich zaś początkowo został sklasyfikowany na 33. miejscu, przegrywając w pierwszej rundzie z reprezentantem Uzbekistanu – Navroʻzem Joʻraqobilovem, a w wyniku późniejszej dyskwalifikacji Amerykanina Nicka Delpopolo za obecność w organizmie niedozwolonej substancji (marihuany), ostatecznie zajął miejsce 32.
Na początku 2012 roku plasował się na 254. miejscu w rankingu Międzynarodowej Federacji Judo. W rankingu przedolimpijskim zajmował już 136. miejsce.
Dowabobo jest sekretarzem generalnym Nauru Olympic Wrestling Federation (Nauruańska Federacja Zapasów Olimpijskich).